# Hadronyche macquariensis
Espèce
Hadronyche macquariensis (les anglophones l'appellent le Port Macquarie funnel-web spider ou Araignée à entonnoir de Port Macquarie en français) est une espèce d'araignées mygalomorphes de la famille des Atracidae.

## Distribution
Cette espèce est endémique de Nouvelle-Galles du Sud en Australie. Elle se rencontre dans le Nord-Est de l'État.

## Description
La carapace du mâle holotype mesure 9,32 mm de long sur 9,04 mm et l'abdomen 11,42 mm de long sur 8,30 mm et la carapace de la femelle paratype mesure 11,25 mm de long sur 10,03 mm et l'abdomen 14,80 mm de long sur 11,80 mm.

## Étymologie
Son nom d'espèce, composé de macquari[e] et du suffixe latin -ensis, « qui vit dans, qui habite », lui a été donné en référence au lieu de sa découverte, Port Macquarie.

## Dangerosité
Hadronyche macquariensis est l'une des araignées les plus venimeuses au monde. 27 décès ont été attribués aux morsures d'araignées à entonnoir, mais aucun au cours des 100 dernières années depuis l'utilisation d'anti-venin,.

## Publication originale
- Gray, 2010 : A revision of the Australian funnel-web spiders (Hexathelidae: Atracinae). Records of the Australian Museum, vol. 62, p. 285-392 (texte intégral).